# Pietro Calungsod
Pietro Calungsod (Ginatilan, 1654 circa – Tumon, 2 aprile 1672) è stato un catechista cattolico filippino, ucciso sull'isola di Guam a causa della sua attività missionaria: beatificato come martire nel 2000, è stato proclamato santo da papa Benedetto XVI il 21 ottobre 2012.

## Biografia
Nato sull'isola di Cebu, frequentò fin da giovane la missione gesuita spagnola e divenne catechista. Seguì padre Diego Luis de San Vitores nella sua missione sull'isola di Guam, dove ottenne numerose conversioni.
Il successo dei missionari spinse gli sciamani locali a diffondere la notizia che l'acqua del battesimo era avvelenata e che numerosi bambini erano morti dopo aver ricevuto tale sacramento.
Credendo a tale notizia, un indigeno assassinò il missionario gesuita e il giovane catechista filippino e gettò i loro corpi in mare.

## Il culto
Nel gennaio 2000 fu riconosciuto il martirio del catechista filippino, che fu beatificato da papa Giovanni Paolo II il 5 marzo 2000 in San Pietro in Vaticano.
Riconosciuta l'autenticità di un miracolo attribuito all'intercessione del beato, Calungsod fu canonizzato in piazza San Pietro da papa Benedetto XVI il 21 ottobre 2012.
La sua memoria liturgica si celebra il 2 aprile.